# Leleasca
Leleasca je rumunská obec v župě Olt. V roce 2011 zde žilo 1 640 obyvatel. Obec se skládá ze sedmi částí.

## Části obce
- Leleasca – 599 obyvatel
- Afumați – 152
- Greerești – 30
- Mierlicești – 209
- Tonești – 451
- Tufaru – 108
- Urși – 91